# Brüder des Schattens - Söhne des Lichts
Brüder des Schattens - Söhne des Lichts is een album uit 1978 van de Duitse rockgroep Popol Vuh. Het album bevat muziek uit de film Nosferatu: Phantom der Nacht, van de Duitse regisseur Werner Herzog, waarmee de band meermaals samenwerkte. Daarnaast bracht de groep ook nog het album Nosferatu uit, met muziek uit dezelfde film.

## Tracks
1. "Brüder des Schattens - Söhne des Lichts" – 18:47
2. "Höre, der du wagst" – 5:52
3. "Das Schloß des Irrtums" – 5:35
4. "Die Umkehr" – 5:57

Op een cd-heruitgave uit 2006 op het label SPV werd als bonus "Sing, for Song Drives Away the Wolves" opgenomen, een door Guido Hieronymus herwerkte versie van het nummer van het album Herz aus Glas.

## Bezetting
- Florian Fricke: piano
- Daniel Fichelscher: elektrische gitaar, akoestische gitaar, percussie
- Alois Gromer: sitar
- Robert Eliscu: hobo
- Ted de Jong: tanpura
- een kerkkoor uit München